# Palmasola
Palmasola is een stad en gemeente in de Venezolaanse staat Falcón. De gemeente telt 8900 inwoners. De hoofdplaats is Palmasola.